# NRJ DJ Awards 2013
La 2e cérémonie des NRJ DJ Awards a eu lieu le 6 novembre 2013 en ouverture du Salon du MICS (Monaco International Clubbing Show), rassemblement international des professionnels de la nuit qui a lieu chaque année à Monaco.

## Palmarès

### Meilleur DJ masculin français de l'année
- David Guetta
  -  Antoine Clamaran
  -  Bob Sinclar
  -  Daft Punk
  -  Joachim Garraud
  -  Martin Solveig

### Meilleur DJ masculin international de l'année
- Avicii
  -  Afrojack
  -  Armin van Buuren
  -  Calvin Harris
  -  Hardwell
  -  Tiësto

### Révélation internationale de l'année
- Showtek
  -  Alesso
  -  Bingo Players
  -  DJ Antoine
  -  Nicky Romero
  -  Sander van Doorn

### Meilleure DJ féminin de l'année
- DJ Oriska
  -  Havana Brown
  -  Maeva Carter
  -  Nervo
  -  Niki Belucci
  -  DJ Paulette

### Meilleur live performance de l'année
- Tiësto
  -  C2C
  -  David Guetta
  -  deadmau5
  -  Reepublic
  -  Skrillex

### Meilleur hits des clubs de l'année
- Showtek - Cannonball
  -  Avicii feat.  Nicky Romero - I Could Be the One
  -  Calvin Harris - Feel So Close
  -  Daft Punk - Get Lucky
  -  David Guetta feat.  Ne-Yo feat.  Akon - Play Hard
  -  will.i.am feat.  Britney Spears - Scream & Shout

### Meilleur album dance/électro de l'année
- Will.i.am - #willpower
  -  Bob Sinclar - Paris by Night
  -  Calvin Harris - 18 Months
  -  Daft Punk - Random Access Memories
  -  Kavinsky - OutRun
  -  Major Lazer - Free the Universe

### Meilleur club français de l'année
- Saint-Tropez - Le VIP Room
  -  Bordeaux - La Plage
  -  Cannes - Le Gotha
  -  Nice - Le High Club
  -  Lille - Le Network
  -  Paris - Le Showcase

### Prix d'honneur
- DJ Assad : meilleur hit de l'été
- Afrojack : meilleure collaboration de l'année
- Lausanne - Le Mad
- Paris - Le Rex